# El Guincho
El Guincho, pseudonimo di Pablo Díaz-Reixa (Las Palmas de Gran Canaria, 17 novembre 1983), è un cantante, rapper e produttore discografico spagnolo.
È diventato noto nel 2008 con il suo secondo album in studio Alegranza!. Nello stesso anno si è esibito al Primavera Sound Festival e al Sónar.

## Discografia

### Album in studio
- 2007 – Folias
- 2008 – Alegranza!
- 2010 – Pop Negro
- 2016 – Hiperasia

### EP
- Antillas 1
- Antillas 2
- Kalise 1
- Kalise 2
- Piratas de Sudamérica, Vol. 1

## Collaborazioni
- Con altura (feat J Balvin e Rosalia)

## Premi e riconoscimenti
- MTV Video Music Awards 2019 
  - 2019 - Miglior video latino per Con altura
  - 2019 -  Migliore coreografia per Con altura